# دانيال لونش
دانيال لونش (بالإنجليزية: Daniel Lynch)‏ هو مدرب كرة سلة أمريكي، ولد في 1916، وتوفي في 30 نوفمبر 1981.